# Esther Hicks
Esther Hicks (Coalville, 5 marzo 1948) è una scrittrice statunitense, che asserisce di canalizzare e trasmettere gli insegnamenti di un gruppo di "entità disincarnate", designate col nome collettivo di "Abraham", e nota per aver rivestito il ruolo di principale "maestra" nella prima edizione del saggio The Secret di Rhonda Byrne.

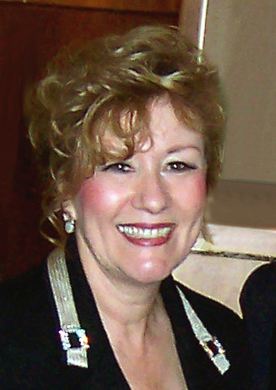
Esther Hicks, 2006.

Insieme al marito Jerry ha trascritto vari libri che, a suo dire, le sarebbero stati trasmessi da Abraham, tra cui il bestseller Chiedi e ti sarà dato (pubblicato per la prima volta da Hay House nel 2004), e tiene seminari e conferenze sugli insegnamenti di Abraham e sulla "legge dell'attrazione".
I libri di Esther e Jerry Hicks sono apparsi più volte nella classifica dei best seller del New York Times e sono stati tradotti nelle principali lingue occidentali. 
In Italia i libri degli Hicks, fino a quel momento non ancora tradotti, sono stati pubblicati da TEA, in seguito all'ondata di interesse sollevata dal successo riscosso da The Secret. Sia La legge dell'attrazione, sia Chiedi e ti sarà dato sono entrati nelle classifiche italiane dei libri più venduti.

## Gli insegnamenti di Abraham
Esther Hicks sostiene di "canalizzare" un gruppo di entità disincarnate, note collettivamente con il nome di Abraham e che i suoi insegnamenti sono esclusivamente frutto di tali canalizzazioni. Il principio di base degli insegnamenti di Abraham consiste nel concetto per cui ciascuno di noi creerebbe la propria realtà attraverso i propri pensieri.
I seguenti concetti riassumono il nucleo fondamentale degli insegnamenti di Abraham così come sono stati presentati dagli Hicks fin dal 1986:
- Ogni essere umano è un'estensione fisica del non-fisico.
- Ogni essere umano si trova qui nel proprio corpo perché lo ha scelto.
- Il principio di base della vita è la libertà. Lo scopo della vita è la gioia.
- Ogni essere umano è un creatore che crea attraverso i propri pensieri.
- Ogni essere umano può essere, fare o avere qualsiasi cosa desideri.
- Scegliamo le nostre creazioni come scegliamo i nostri pensieri.
- L'Universo ama ogni essere umano.
- La morte non esiste perché gli esseri umani sono vita eterna.

Lo psicologo statunitense Wayne Walter Dyer, nell'introduzione al volume “Chiedi e ti sarà dato”, ha in questo modo sintetizzato l'essenza delle osservazioni contenute nei volumi degli Hicks: «Quando cambiate il vostro modo di guardare le cose, le cose che guardate cambiano».
Gli insegnamenti di Abraham presentano molti punti di contatto con ciò che viene sostenuto dal movimento del New Thought: gli Hicks possono quindi essere considerati come collegati a tale movimento, sebbene nel loro caso la peculiarità della fonte di tali insegnamenti (la canalizzazione, o channeling, di entità non fisiche, pratica diffusa in ambito New Age) costituisca una sostanziale differenza rispetto agli altri esponenti di tale scuola di pensiero e li avvicina all'operato di altri canalizzatori come Jane Roberts (canalizzatrice di Seth) e di J. Z. Knight (canalizzatrice di Ramtha).

## La controversia su The Secret
Esther Hicks costituiva il fulcro della prima versione del film The Secret (uscita a marzo 2006): era lei ad annunciare per prima la legge dell'attrazione (ruolo in seguito assegnato a Bob Proctor) e gli interventi degli altri "maestri" ruotavano attorno agli insegnamenti di Abraham esposti dalla Hicks. Per questo ruolo di Esther nel film, gli Hicks ricevettero un compenso di 500.000 dollari e una quota del 10% sui diritti del film.
In seguito, lo staff di Rhonda Byrne prese contatto con gli Hicks, sostenendo che il vecchio contratto non poteva più essere considerato valido per le nuove aree geografiche in cui il film sarebbe stato lanciato e mettendo i coniugi davanti alla possibilità di rinunciare alla loro quota sui diritti e firmare un nuovo contratto oppure vedersi tagliati dal film.
Dopo essersi consultati con la Hay House e con Abraham gli Hicks (che in ogni caso non erano mai stati completamente soddisfatti del film) optarono per la seconda soluzione e nell'ottobre del 2006 uscì la nuova versione del film con un differente montaggio e alcuni personaggi supplementari, ad esempio Lisa Nichols, inseriti per colmare il vuoto lasciato dagli Hicks.
In una lettera aperta pubblicata sul loro sito internet gli Hicks affermarono:
"Dal punto di vista finanziario siamo stati molto ben remunerati per la nostra partecipazione a questo progetto...e se i soldi fossero stata l'unica ragione, vi assicuriamo che avremmo trovato un qualche modo per restare coinvolti.".

## Opere di Esther Hicks pubblicate in lingua italiana
- Chiedi e ti sarà dato, TEA, 2009
- La legge dell'attrazione, TEA, 2008
- La Legge dell'attrazione e l'incredibile potere delle emozioni,TEA, 2010
- Il potere di far accadere le cose,MyLife edizioni, 2010
- Il denaro e la legge dell'attrazione,TEA, 2010
- La Legge dell'attrazione e le relazioni affettive,TEA, 2011